# フランツ＝ウルリッヒ・ハートル
フランツ＝ウルリッヒ・ハートル（Franz-Ulrich Hartl, 1957年3月10日 - ）は、ドイツの生化学者。マックス・プランク生化学研究所所長。ノルトライン＝ヴェストファーレン州エッセン出身。

## 経歴
1985年ハイデルベルク大学からM.D.を取得後、翌年までルートヴィヒ・マクシミリアン大学ミュンヘン博士研究員、1989年から翌年までカリフォルニア大学ロサンゼルス校博士研究員、1991年コーネル大学准教授、1995年同教授、1997年にはマックス・プランク生化学研究所の細胞生化学部門の所長に就任し、ルートヴィヒ・マクシミリアン大学ミュンヘン名誉教授となる。
細菌、古細菌、真核生物の細胞質ゾルにおけるタンパク質のフォールディングを研究し、1989年には一部のタンパク質のフォールディングに分子シャペロンが必須であることを発見した。またアルツハイマー病、パーキンソン病、ハンチントン病、プリオン病など、タンパク質のフォールディングの異常によって引き起こされる神経変性疾患に対する新しい治療法も研究している。

## 受賞歴
- 2002年 - ゴットフリート・ヴィルヘルム・ライプニッツ賞
- 2004年 - ガードナー国際賞
- 2005年 - エルンスト・ユング賞
- 2006年 - ケルバー欧州科学賞
- 2007年 - ワイリー賞
- 2007年 - ローゼンスティール賞
- 2007年 - トムソン・ロイター引用栄誉賞
- 2008年 - ルイザ・グロス・ホロウィッツ賞
- 2009年 - オットー・ワールブルク・メダル
- 2010年 - ハイネケン賞生物化学・生物物理学部門
- 2011年 - アルバート・ラスカー基礎医学研究賞
- 2011年 - マスリー賞
- 2011年 - ハインリッヒ・ヴィーラント賞
- 2012年 - ショウ賞生命科学および医学部門
- 2016年 - オールバニ・メディカルセンター賞
- 2016年 - エルンスト・シエーリング賞
- 2017年 - E・B・ウィルソン・メダル
- 2019年 - パウル・エールリヒ&ルートヴィヒ・ダルムシュテッター賞
- 2019年 - 国際ポール・ヤンセン生物医学研究賞
- 2020年 - 生命科学ブレイクスルー賞
- 2022年 - HFSP中曽根賞
- 2023年 - BBVA Foundation Frontiers of Knowledge Award